# 래리 린빌
래리 린빌(Larry Linville, 1939년 9월 29일 ~ 2000년 4월 10일)은 미국의 배우이다.

## 출연 작품
- 프레셔포인트 (1997)
- 돈벼락 맞은 사나이 (1994)
- 블랙 다이아몬드 (1994)
- 아빠가 최면에 걸렸어요 (1994)
- 바디 라인 (1992)
- 메모리즈 오브 M*A*S*H (1991, Memories of M*A*S*H)
- 악동이여 영원하라 (1991, Rock 'n' Roll High School Forever)
- C.H.U.D. II - 버드 더 추드 (1989)
- 이지 걸 (1989)
- 스쿨 스피릿 (1985)
- 미라클 인간 (1985)
- 나이트 스토커 (1972)
- 코치 (1971)

### 텔레비전
- 제5전선 (1969-70)
- FBI(영어판) (1969-70)
- 매시 (1972-77)
- 사랑의 유람선 (1979-81)
- 꿈꾸는 낙원 (1980-82)
- 허비 (1982, Herbie, the Love Bug)